# منتخب الكاميرون لكرة القدم للسيدات
منتخب الكاميرون الوطني لكرة القدم للنساء هو المنتخب الذي يمثل الكاميرون في منافسات كرة القدم للنساء، والذي يقوم اتحاد كاميرون لكرة القدم بإدارة شؤونه يعتبر من أقوى منتخبات كرة القدم النسائية في قارة أفريقيا، حيث تمكن من الحلول في مركز الوصيف في بطولة أفريقيا لكرة القدم للنساء 3 مرات.

## وصلات خارجية
- الموقع الرسمي